# Ariane Friedrich

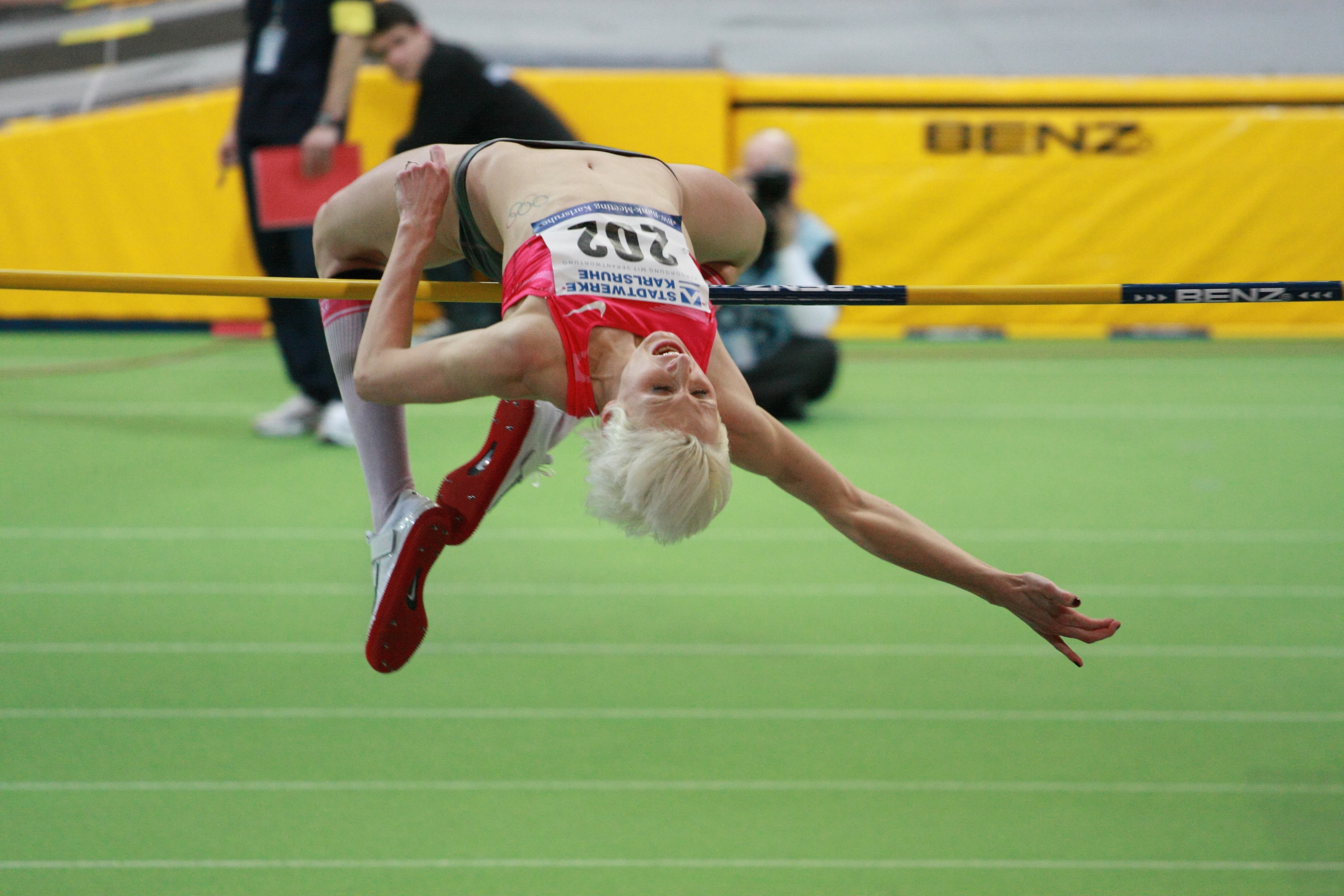
Arfiane Friedrich in actie tijdens de BW Bank Meeting Karlsruhe in 2010.

Ariane Friedrich (geboren als Ariane Tempel; Nordhausen, 10 januari 1984) is een Duitse voormalige hoogspringster. Ze werd Europees indoorkampioene en meervoudig Duits kampioene in deze discipline. Ook nam ze tweemaal deel aan de Olympische Spelen, maar won hierbij geen medailles.

## Loopbaan

### Universiade-medailles
Haar eerste grote sportieve prestatie was in 2003 het winnen van het hoogspringen bij de Europese kampioenschappen voor junioren. In 2005 won Friedrich een bronzen medaille op de universiade in het Turkse İzmir en de EK voor atleten onder 23 jaar in Erfurt. In 2007 won ze een zilveren medaille op de universiade in Bangkok, waarna ze de serie eremetaal op de universiade van 2009 na een winnende sprong over 2,00 m met een gouden medaille completeerde.

### Eerste seniorenjaren en olympisch debuut
Overigens kwam Friedrich in haar eerste jaren bij de senioren niet verder dan 1,93 m. Pas in 2008 maakte zij ineens een grote sprong voorwaarts, toen zij op 27 februari haar persoonlijke record tijdens een hoogspringmeeting in het Duitse Weinheim verbeterde tot 2,02. Hiermee toonde zij aan ineens tot de medaillefavorieten te behoren voor de wereldindoorkampioenschappen in Valencia dat jaar, temeer daar zij kort daarvoor voor de derde maal haar Duitse indoortitel had geprolongeerd met een beste sprong van 2,01. In Valencia kon zij haar vooruitgang echter nog niet uit verzilveren, want daar eindigde zij in de finale, na zich daarvoor eerder met 1,96 te hebben gekwalificeerd, met 1,93 als achtste.
Later dat jaar maakte ze haar olympisch debuut op de Olympische Spelen van Peking. In de Chinese hoofdstad draaide zij haar prestaties van de WK indoor om: met 1,93 in de kwalificatieronde plaatste ze zich voor de finale, waarin ze tot 1,96 kwam. Hiermee eindigde zij op een gedeelde zevende plaats. Jaren later, in 2016, bleek deze prestatie zelfs goed voor een gedeelde vierde plaats. In oktober en november van dat jaar werd namelijk bekend gemaakt dat, respectievelijk de met 2,03 als tweede geëindigde Russische Anna Tsjitsjerova, haar landgenote Jelena Slesarenko (vierde met 2,01) en de Oekraïense Vita Palamar (vijfde met 1,99) bij hertests van bewaarde monsters alsnog waren betrapt op overtreding van de dopingregels en als gevolg daarvan met terugwerkende kracht uit de uitslag waren geschrapt.
Vier jaar later op de Olympische Spelen in Londen was haar 1,93 in de kwalificatieronde niet voldoende om zich te plaatsen voor de finale.

### Einde atletiekloopbaan
Op 22 juli 2018 trok Friedrich zich tijdens de Duitse kampioenschappen in Neurenberg officieel terug uit het nationale team en zette zij op 34-jarige leeftijd een punt achter haar atletiekcarrière.

### Club
Ariane Friedrich was aangesloten bij LG Eintracht Frankfurt en werd door Gunter Eisinger getraind.

## Titels
- Europees indoorkampioene hoogspringen - 2009
- Universitair kampioene hoogspringen - 2009
- Duits kampioene hoogspringen - 2004, 2007, 2008, 2009, 2010, 2012
- Duits indoorkampioene hoogspringen - 2006, 2007, 2008, 2009, 2010, 2012
- Europees jeugdkampioene hoogspringen - 2003

## Persoonlijke records
| Onderdeel              | Prestatie   | Datum            | Plaats    |
| ---------------------- | ----------- | ---------------- | --------- |
| hoogspringen (outdoor) | 2,06 m (NR) | 14 juni 2009     | Berlijn   |
| hoogspringen (indoor)  | 2,05 m      | 15 februari 2009 | Karlsruhe |

## Palmares

### hoogspringen
Kampioenschappen
- 2003:  EK U20 - 1,88 m
- 2004:  Europacup - 1,92 m
- 2004:  Duitse kamp. - 1,90 m
- 2005:  EK U23 - 1,90 m
- 2005:  Universiade - 1,88 m
- 2005: 7e Europacup - 1,85 m
- 2006:  Duitse indoorkamp. - 1,90 m
- 2007:  Duitse indoorkamp. - 1,92 m
- 2007: 7e in kwal. EK indoor - 1,89 m
- 2007:  Duitse kamp. - 1,93 m
- 2007:  Universiade - 1,90 m
- 2008:  Duitse indoorkamp. - 2,01 m
- 2008:  Europese indoorcup - 2,00 m
- 2008: 8e WK indoor - 1,93 m (in kwal. 1,96)
- 2008:  Duitse kamp. - 2,00 m
- 2008: 4e OS - 1,96 m[2]
- 2008: 14e Wereldatletiekfinale - 1,97 m
- 2009:  Duitse indoorkamp. - 2,00 m
- 2009:  EK indoor - 2,01 m
- 2009:  Duitse kamp. - 2,01 m
- 2009:  Univeriade - 2,00 m
- 2009:  WK - 2,02 m
- 2010:  Duitse indoorkamp. - 2,02 m
- 2010:  Duitse kamp. - 2,00 m
- 2010:  EK - 2,01 m
- 2012:  Duitse indoorkamp. 1,91 m
- 2012:  Duitse kamp. - 1,86 m
- 2012: 8e in kwal. OS - 1,93

Golden League-podiumplaatsen
- 2008:  ISTAF – 2,00 m
- 2008:  Bislett Games – 1,98 m
- 2008:  Meeting Gaz de France – 1,97 m
- 2008:  Memorial Van Damme – 2,00 m
- 2009:  ISTAF – 2,06 m